# ゴールデンステート・ウォリアーズ
ゴールデンステート・ウォリアーズ（Golden State Warriors）は、カリフォルニア州サンフランシスコに本拠を置く全米プロバスケットボール協会（NBA）のチーム。ウェスタン・カンファレンス、パシフィック・ディビジョン所属。Golden Stateとはカリフォルニア州の愛称。ウォリアーズ（Warriors）の頭文字「W（ダブリュー）」から、チームの愛称として「W's」や「Dubs」（ダブス）が用いられることもある。設立時の本拠地フィラデルフィアはかつて独立戦争時に重要な地であったので、戦争を戦った戦士たちに敬意を払うためウォリアーズと名付けられた。
経済誌『フォーブス』によると、2021年のウォリアーズの資産価値は推定47億ドルと算出しており、NBAチームの中ではニューヨーク・ニックスに次ぐ2位、全世界のスポーツチームの中では6位と格付されている。

## 歴史

### フィラデルフィア・ウォリアーズ

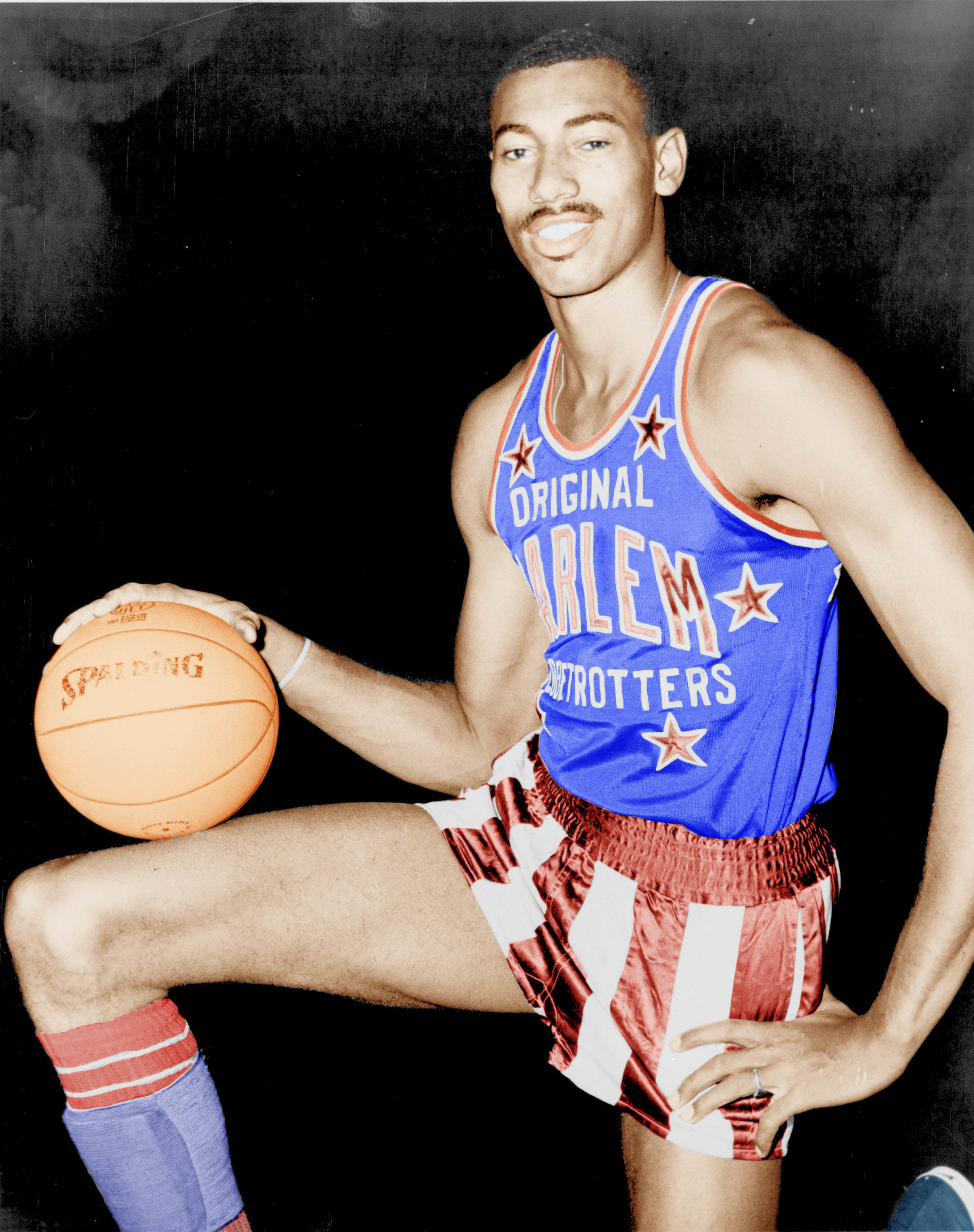
ウィルト・チェンバレン

ウォリアーズの創設は1946年で、NBAの前身であるBAA発足時に参加したチームの１つとして始まった。当時はフィラデルフィアに本拠を置き、フィラデルフィア・ウォリアーズという名称だった。BAA初年度から現在まで残っているのは、ウォリアーズの他ボストン・セルティックスとニューヨーク・ニックスのみである。ジョー・ファルクスを擁したウォリアーズは、BAA最初のシーズンに優勝を果たした。
ウォリアーズが次にリーグを制したのはおよそ10年後の1956年で、この時代のスター選手はポール・アリジンやニール・ジョンストンだった。チームは1959年にウィルト・チェンバレンを獲得。新人のシーズンからMVPを受賞したチェンバレンは今も破られない数多くのNBA記録を打ち立てるが、この時代の強豪ボストン．セルティックスに阻まれNBAファイナル進出は実現しなかった。

### サンフランシスコ・ウォリアーズ
チームが1962年にカリフォルニア州サンフランシスコに本拠地を移し、西地区所属のサンフランシスコ・ウォリアーズとなったのち1964年にはNBAファイナルに進出するが、ここでもセルティックスに優勝を譲った。3年後の1967年にウォリアーズは再びファイナルに進み、この頃にはリック・バリーやネイト・サーモンドがチームの中心だったが、移籍したウィルト・チェンバレンを擁するフィラデルフィア・セブンティシクサーズに敗退した。

### ゴールデンステート・ウォリアーズ

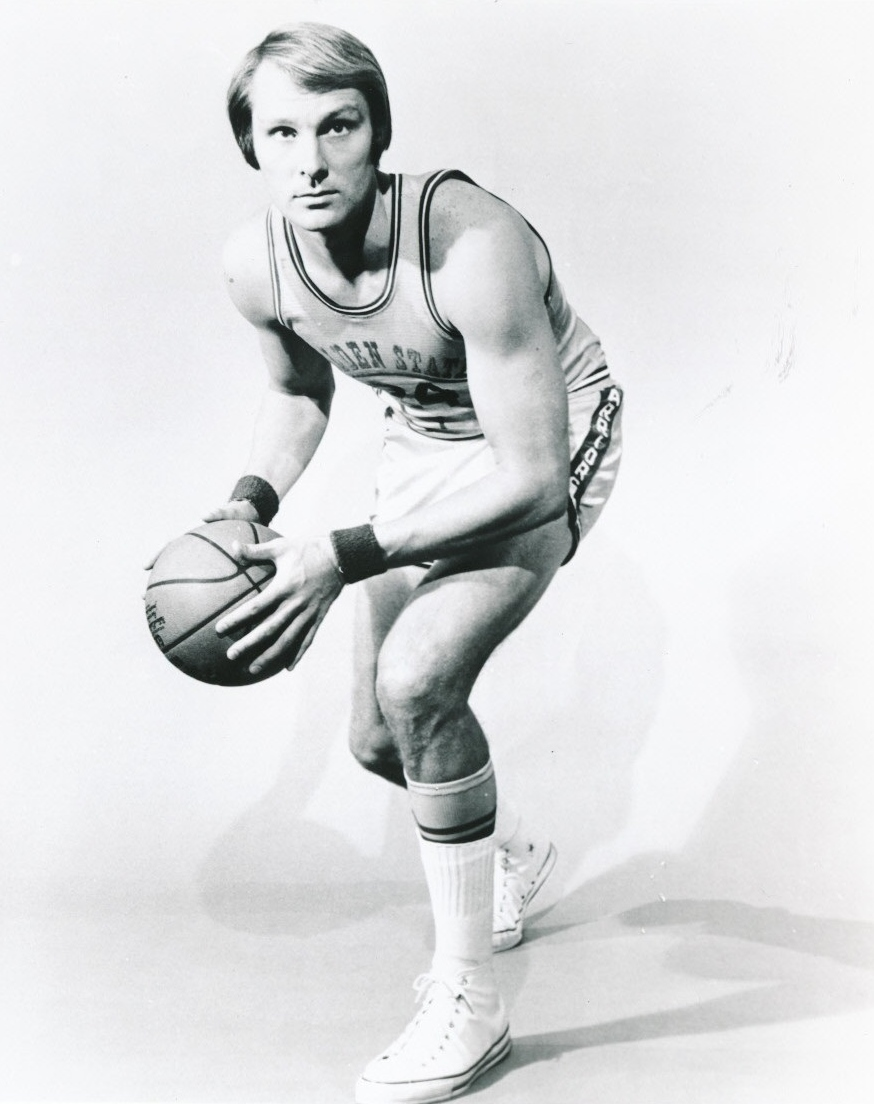
リック・バリー

1972年にチームはサンフランシスコ湾の東岸オークランドに移転しゴールデンステート・ウォリアーズと改称した。 NBAのライバルリーグだったABAに移籍していたリック・バリーがこのシーズンからウォリアーズに戻り、1975年にチームはNBAファイナルに進出、苦戦しながらもワシントン・ブレッツを4勝0敗で下し、チーム史上3度目の優勝を果たした。

#### 長期低迷期へ
以後のウォリアーズの成績は、リーグでは中堅ないし弱小のチームとして推移していった。1970年代末期から1980年代の期間は、ロバート・パリッシュやバーナード・キング、ワールド・B・フリーなど有名な選手を擁していたが、プレーオフに進出できないシーズンが続いた。

ウォリアーズが脚光を浴びるのは、ドン・ネルソンが監督に就いた80年代末以降だった。得点力の高いクリス・マリン、ミッチ・リッチモンド、ティム・ハーダウェイは、3人の頭文字から人気ラッパーになぞらえて「ラン・TMC」と呼ばれ、ウォリアーズはリーグで最も点を取るチームになった。チーム成績が50勝以上のシーズンもあったがプレーオフでは勝ち切れず、ネルソンは1995年にチームを去った。

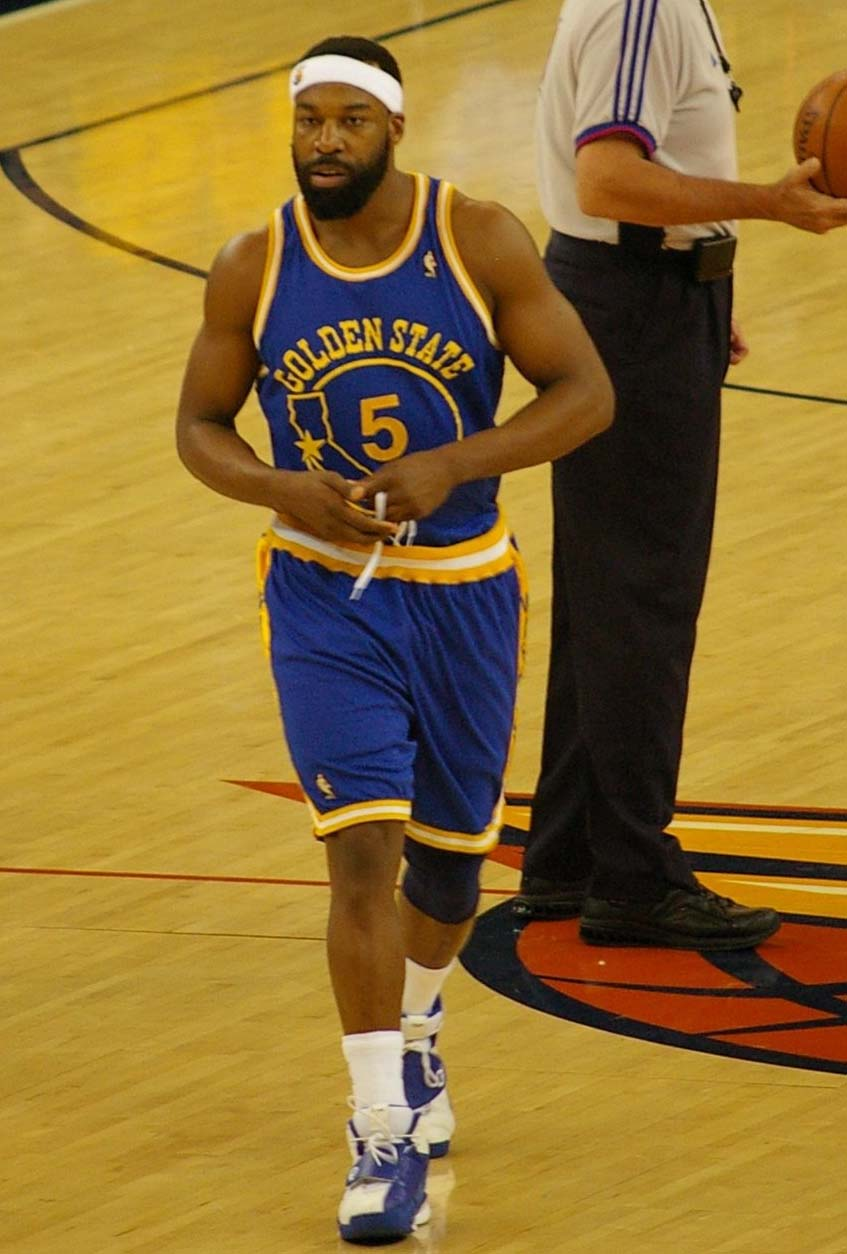
バロン・デイビス

その後のウォリアーズはさらに低迷を続けた。チームのエースだったラトレル・スプリーウェルがP・J・カーリシモ監督に首絞めを加えた悪名高い事件はこの時期に起き、1999年にスプリーウェルはジョン・スタークスらと交換でニューヨーク・ニックスに放出された。
1998年のNBAドラフトでアントワン・ジェイミソン、2001年のNBAドラフトでジェイソン・リチャードソン、トロイ・マーフィー、ギルバート・アリーナスを獲得したが、アリーナスとチーム再建の柱として期待されたジェイミソンは2003年にダラス・マーベリックスに放出され、アリーナスはワシントン・ウィザーズに移籍した。
2004年にマリンがウォリアーズの副社長に昇格し、トレードでバロン・デイビスなどのスター選手を獲得したものの、ドン・ネルソンがチームを離れた1995年以降はプレーオフに進出できないシーズンが続いていたが、ネルソンがHCに復帰した2007年に13シーズンぶりにプレーオフ進出を果たし、プレーオフ1回戦で、ダラス・マーベリックスを相手に7試合制導入後初めてとなる第8シードチームが第1シードチームに勝つ快挙を成し遂げた。
- 2008-2009シーズンは、バロン・デイビスがロサンゼルス・クリッパーズに移籍し、ドラフトではアンソニー・ランドルフを全体14位指名で獲得した。デイビスの穴を埋めるために、コーリー・マゲッティ、ロニー・トゥリアフを獲得し、モンタ・エリス、アンドリス・ビエドリンシュらを引き止めた。しかしエリスが怪我で離脱するなど結局29勝53敗でシーズンを終えた。

#### 復活の兆し
低迷が続いたウォリアーズであったが、後にチームの中心となる選手達をドラフトすることとなる。同様にチームとフィットする選手をトレードやFAで獲得、チームの軸を再構築し始めた。
- 2009-2010シーズンは、2009年のNBAドラフトでステフィン・カリーを全体7位指名で指名した。またトレードでジャマール・クロフォード、スピーディ・クラクストン、エイシー・ローをアトランタ・ホークスから獲得した。2009-2010シーズンが始まると、11月16日、スティーブン・ジャクソン、ローはシャーロット・ボブキャッツに放出され、代わりにラジャ・ベルとウラジミール・ラドマノビッチが加入した。しかしその後も補強を続けるも、補強した選手が怪我で離脱することが続き、シーズンは26勝56敗と大きく負け越した。

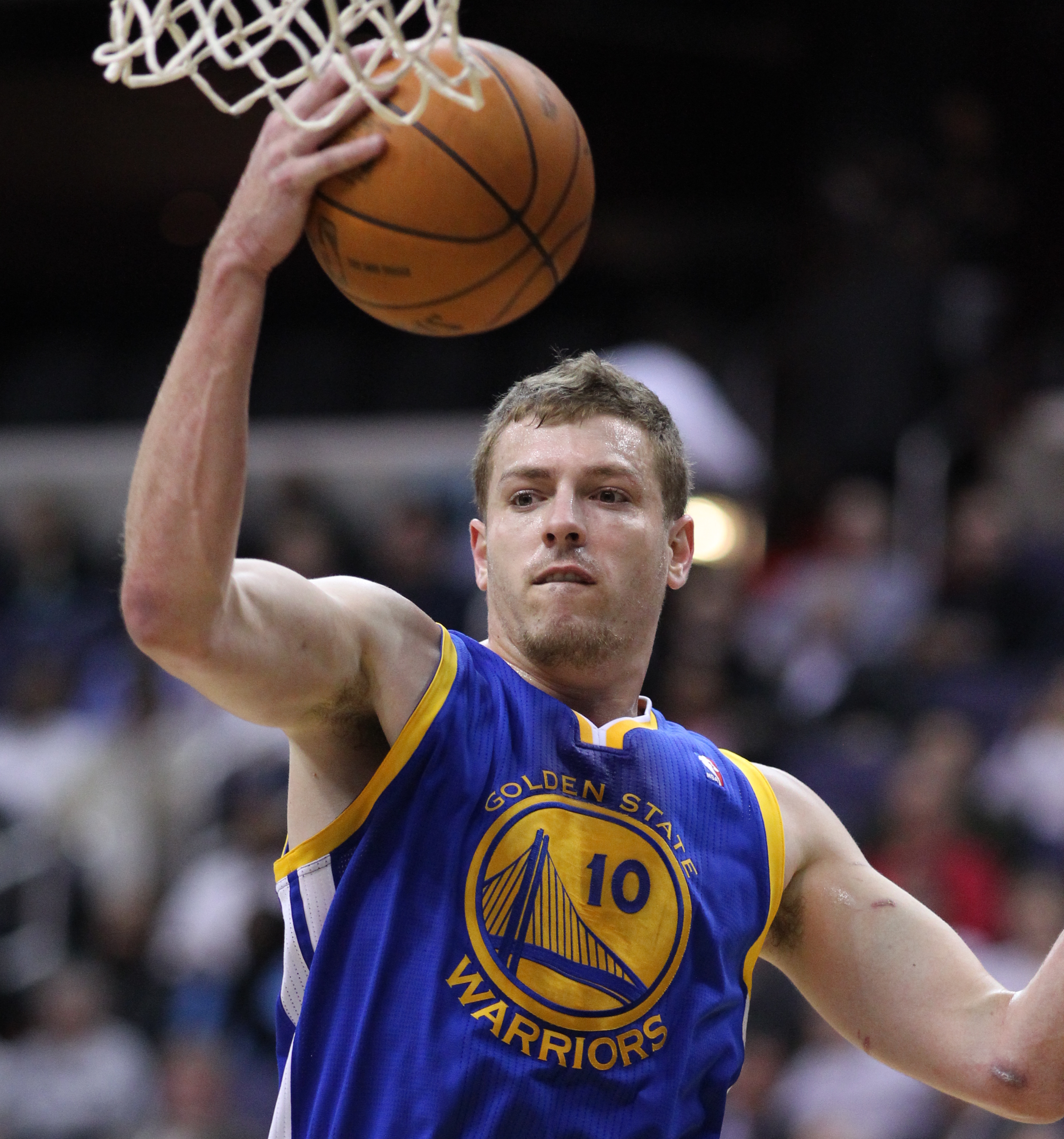
デビッド・リー

- 2010-2011シーズンは、2010年のNBAドラフトでエクペ・ウドーを全体6位指名で指名した。また、ニューヨーク・ニックスからデビッド・リーを獲得した。新しくキース・スマートをヘッドコーチに就任したがシーズンを通して36勝で終わった。
- 2011-2012シーズンはキース・スマートを解任し、新しくESPNなどで解説をしているマーク・ジャクソンをHCに招聘した。またペイサーズからブランドン・ラッシュを獲得した。ドラフトではクレイ・トンプソンを全体11位指名で指名した。その後トレードデッドライン直前にチームリーダーのエリス、クワミ・ブラウン、ユドーをミルウォーキー・バックスに放出し、アンドリュー・ボーガット、スティーブン・ジャクソンを獲得し、さらにジャクソンを引き換えにサンアントニオ・スパーズからT.J.フォード、リチャード・ジェファーソン、2012年の1巡目ドラフト権を獲得した(フォードは引退を表明していたため、即解雇)。それによってカリーとリーがキャプテンとなった。しかしシーズンは23勝で終え、2008年から4シーズン連続負け越しとなった。後に明らかになったことだが、ウォリアーズは当初エリスではなくカリーをトレードで放出しようとしていた。しかし怪我がちなカリーをバックスは拒否しエリスを要求、ウォリアーズ側が折れる形でのトレードとなっていた（その後エリスはチームを転々とする形となり、対照的にカリーは複数回のMVP受賞に優勝を経験、さらには史上最高額での契約を獲得することとなる）。

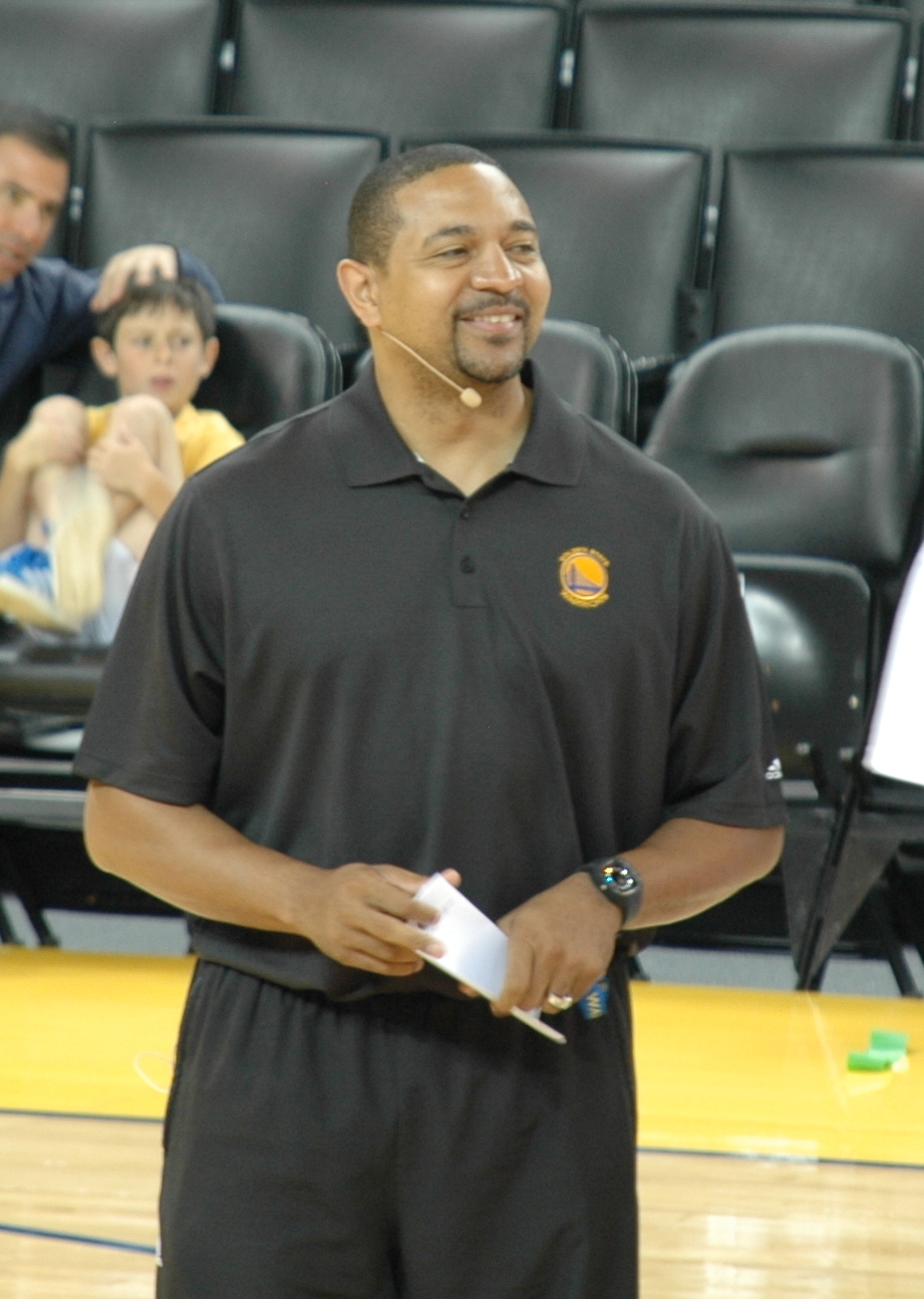
マーク・ジャクソン

- 2012-2013シーズンはウォリアーズ復活の年となる。前年度アシスタントGMだったボブ・マイヤーズがGMに就任し、ドラフトでハリソン・バーンズ、フェスタス・イジーリ、ドレイモンド・グリーンを指名。ニューオーリンズ・ホーネッツからジャレット・ジャック、カール・ランドリーを獲得した。守備の要として活躍が期待されたボーガットは怪我により、32試合の出場にとどまるも、ドラフトで獲得したバーンズ、エジール、グリーンらが即戦力となり、ローテーションの一角を担った。またカリーとトンプソンの両ガードによる3ポイント量産により、二人で483本の3ポイントを沈めた。さらに、リーの安定したシュートとリバウンド、ジャックの活躍、マーク・ジャクソンHCの手腕により、47勝35敗でプレーオフに進出した。プレーオフでは一回戦にデンバー・ナゲッツを4-2で破り、カンファレンスセミファイナルで強敵サンアントニオ・スパーズに2-4で負けるも、スパーズを追いつめるまでに飛躍した年となった。記録ではカリーが1シーズンの3ポイント成功記録数を272に更新した。また、クレイ・トンプソンも211の成功数を残し、デュオでの記録は483で、1995-96シーズンのオーランド・マジックのデニス・スコットとニック・アンダーソンの記録435を抜き歴代1位となった[5]。この頃から2人は、ゴールネットの跳ねる様を、水面から弾けるしぶきに見立ててスプラッシュ・ブラザーズと呼ばれるようになった[6]。
- 2013-2014シーズンは、ウェスタン・カンファレンス上位チームへの躍進を目指し、アンドレ・イグダーラ、ジャーメイン・オニール、マリース・スペイツなど、ベテラン、中堅の補強を積極的に行いチームの攻守での多様性を高め臨んだ。この補強が功を奏し、久々の50勝以上の51勝31敗のカンファレンス6位の成績でプレーオフに進み、同じく補強により強さを増してきたロサンゼルス・クリッパーズとの対戦となった。シーズン終盤の怪我でアンドリュー・ボーガットを失ったものの、第7戦までクリッパーズを苦しめたが、名将ドック・リバース率いるクリッパーズに敗れた。直後にマーク・ジャクソンヘッドコーチの解任が決定された[7]。選手からは惜しむ声が上がったが[8]、プレーオフが進む中、5月14日にスティーブ・カーのヘッドコーチ就任が決まった[9]。

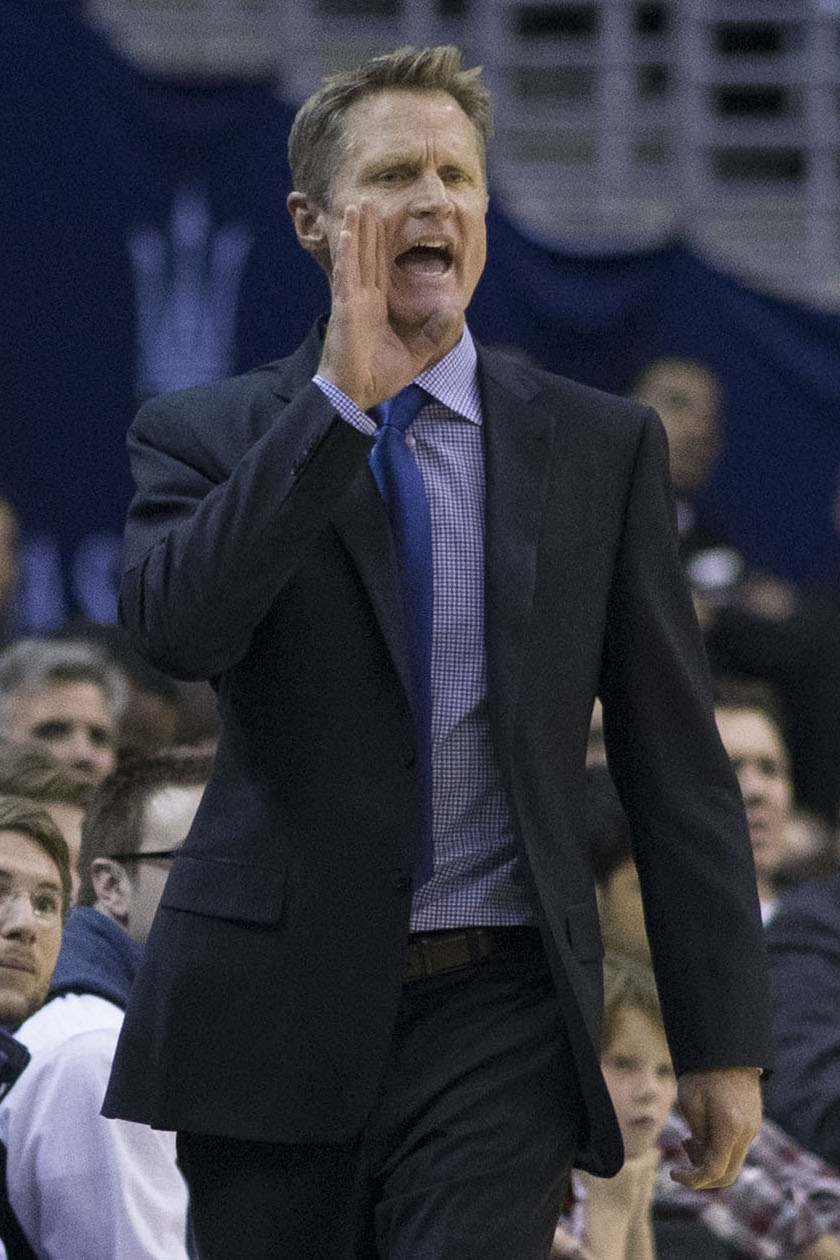
スティーブ・カー

#### 黄金時代
2014-2015シーズン　40年ぶりの優勝
開幕からステフィン・カリーとクレイ・トンプソンの "スプラッシュ・ブラザーズ" が好調を維持し、若手のハリソン・バーンズ、ドレイモンド・グリーンも、更なる成長を見せ、12月14日に行なわれた対ニューオーリンズ・ペリカンズ戦は、オーバータイムにもつれる接戦となったが、ウォリアーズが128-122で競り勝ち、球団新記録となる16連勝を達成した。 球団新の連勝記録に加え、ウォリアーズはアウェイゲームでも球団記録となる10連勝を記録した。しかし、続くアウェイでのメンフィス・グリズリーズ戦で敗れこれらの記録の更新はならなかったものの依然として好調を維持している。またスティーブ・カーヘッドコーチは、新人コーチながらNBAオールスターゲームのチームウェストのヘッドコーチを務めた。オールスター戦後も快進撃は止まらず、レギュラーシーズンではチーム史上最高の67勝を記録。プレーオフでも快進撃が止まることはなく、1975年以来40年振りのNBAファイナル進出を決めた。レブロン・ジェームズ率いるクリーブランド・キャバリアーズとの対戦となったNBAファイナルは、一時1勝2敗と先勝を許したものの、第4戦からのアンドレ・イグダーラの先発起用が的中。更にシーズンは鳴かず飛ばずだったデビッド・リーの奮闘で流れを取り戻し、その後3連勝で4勝2敗で40年振りのチャンピオンに輝いた。
2015-2016シーズン　偉業達成、無念の敗退
前年度にNBAチャンピオンに輝いて自信をつけたウォリアーズは翌シーズンも快進撃を披露し、記録づくめのシーズンを送った。シーズン当初はスティーブ・カーヘッドコーチが背中の手術の為に休養を余儀無くされるという不測の事態に遭遇したもののアシスタントコーチのルーク・ウォルトンが代理ヘッドコーチとしてチームをまとめ、開幕から連勝街道を走った。12月12日のミルウォーキー・バックス戦で95-108で敗れ、、開幕から連勝記録は24、前シーズンからの連勝記録も史上2位の記録である28で止まったもののリーグを席巻する快進撃を見せ、カーHCも2016年1月22日のインディアナ・ペイサーズ戦からコーチ職に復帰した。カーが復帰するまでチームを率いてきたウォルトンは、43試合で39勝4敗と文句なしの成績を叩き出すなど、立派に代役を勤め上げた。
オールスターが明けて迎えた後半戦では、2月25日にマイアミ・ヒートとの接戦を制し、1995-1996シーズンのマイケル・ジョーダン、スコッティ・ピッペンを擁したシカゴ・ブルズを上回る速さで50勝に到達。そして2月28日にはオクラホマシティ・サンダーとの試合を制し、NBA史上最も早くプレーオフ出場を決めた。3月7日のオーランド・マジック戦でホーム45連勝を達成しNBA記録を更新したが、4月1日のボストン・セルティックス戦で今季ホーム初黒星を喫してしまい、昨季から続いていたホーム連勝は54連勝で止まった。しかし、4月8日のサンアントニオ・スパーズ戦での勝利で、1995-96シーズンにシカゴ・ブルズが72勝10敗を記録したのに続くシーズン 70勝 に到達。更に3日後の再戦でも勝利し、シーズン72勝 に到達。そしてシーズン最終戦となった13日のメンフィス・グリズリーズ戦でも勝利し、前述のブルズの記録を更新するNBAシーズン新記録の 73勝 を達成した。レギュラーシーズンで連敗なし、同一対戦相手に2敗以上しなかったというのも史上初である。またチームとしての3ポイントシュートも記録更新となる1077本の成功をマークした。ホーム成績は前季と同じ39勝2敗で歴代3位タイとなった（歴代1位は同率で85-86シーズンのセルティックスと今季ウォリアーズと首位を争ったスパーズの40勝1敗）。アウェイ成績は歴代1位の34勝7敗を記録した（それまでは1995-96ブルズの33勝8敗）。
プレーオフでは、ヒューストン・ロケッツ、ポートランド・トレイルブレイザーズをそれぞれ4勝1敗で退けるも、カンファレンスファイナルでのオクラホマシティ・サンダー戦ではプレーオフ初となるホームの敗戦、かつチェサピーク・エナジー・アリーナにてシーズン初の連敗を喫するなど苦戦し、一時1勝3敗と王手をかけられた。しかしそこからステフィン・カリー、クレイ・トンプソンらが奮起。絶体絶命の状態から3連勝で巻き返し、4勝3敗と逆転で2年連続のカンファレンス優勝を達成。過去プレーオフでシリーズ1勝3敗になったケースは232回あったが、その状況からシリーズを逆転した例はわずか9チームのみであった（最終的にNBAファイナルを制覇した例はその内のさらに3チームのみ）。NBAファイナルでは2年連続でクリーブランド・キャバリアーズと対決することとなった。
2連覇を狙ったNBAファイナル、4試合を終えて3勝1敗と王手をかけたウォリアーズだったが、第4試合の試合中のファウルが後日フレグラント1に格上げになったことでドレイモンド・グリーンがフレグラントファウルの累積により、第5試合目を出場停止処分となった。グリーンを欠くこととなった第5戦ではアンドリュー・ボーガットが膝を負傷し復帰まで6~8週間かかると診断されファイナル絶望、試合も敗れた。第6試合ホームのキャバリアーズは勢いをそのままに連勝し逆王手をかけて最終戦までもつれこむこととなる。第7試合4Q残り1分まで同点という接戦であったがカイリー・アービングの3ポイントシュートが決まり追い詰められた。その後点を取ることができず89-93で敗れ、レギュラーシーズン・ポストシーズン含め初の3連敗を喫したウォリアーズは3勝4敗でファイナル敗退が決まり、レギュラーシーズン73勝という偉業を達成しながらも失意のままシーズンを終えた。
2016-2017シーズン　王座奪還
王座奪還を狙うウォリアーズは、まずドラフトでデイミアン・ジョーンズを指名、ミルウォーキー・バックスに2巡目38位で指名されたパトリック・マコーの交渉権を2万4千ドルで獲得した。
FA解禁後は前季途中からウォリアーズへの移籍の噂があったケビン・デュラントと7月4日に口頭合意、7日に2年5430万ドルで正式契約を交わした。彼を巡ってはオクラホマシティ・サンダー、ロサンゼルス・クリッパーズ、サンアントニオ・スパーズ、ボストン・セルティックス、マイアミ・ヒートとの激しい競合があった。デュラントの獲得に伴いサラリーキャップを超過してしまった為、ダラス・マーベリックスからマックス契約の提示を受けていた制限付きFAのハリソン・バーンズにはマッチ（同額提示して引き止め）せず、さらに出場時間の短さや膝の怪我が懸念されていたアンドリュー・ボーガットをトレードで同じくマーベリックスへ放出。更にフェスタス・エジーリ、レアンドロ・バルボサ、マリース・スペイツ、ブランドン・ラッシュらの再契約も見送った。その後ほぼ同時期にザザ・パチュリアを破格の1年290万ドル、自身初優勝を狙うベテランのデイビッド・ウェストも格安の1年ミニマム契約で獲得した。
プレシーズンを6勝1敗と順調に終え迎えたレギュラーシーズン開幕戦、ホームでサンアントニオ・スパーズを相手にリバウンドで20もの差をつけられ100-129と大差で敗北した。4連勝を挟み6試合目でロサンゼルス・レイカーズに敗れたものの、次にヒューストン・ロケッツに敗れるまで12連勝を記録。昨季ファイナルのリベンジマッチとなったキャバリアーズとのクリスマスゲームでは108対109の1点差で惜敗したが、1月16日の再戦では35点差もの大差をつけて快勝した。2月26日、ブルックリン・ネッツに勝利しプレーオフ進出が決定。前季と同じ58試合目での達成であるが、前季より2日早く更新する史上最速記録となった。2月28日のウィザーズ戦では試合開始1分でデュラントが左膝を負傷し退場するアクシデントに見舞われ試合も敗戦。デュラントは最低でも4週間の離脱が発表された。この非常事態に対しロサンゼルス・レイカーズをバイアウトしたホセ・カルデロンを獲得する計画を急遽変更、サクラメント・キングスを解雇されていたマット・バーンズを獲得した。続く3月2日のブルズ戦にも敗れたことで実に2シーズン、約1年10ヶ月ぶり、147試合ぶりの連敗を喫した。その後も約3年半ぶりの3連敗を喫し、一時はサンアントニオ・スパーズに首位を明け渡すなどデュラント離脱の影響を大きく受けてしまう。しかしその後シーズンハイとなる14連勝を重ねることとなり、3月16日のオーランド・マジック戦に勝利したことで3年連続パシフィック地区優勝を決めた。3月21日ダラス・マーベリックスに勝利し、史上初3年連続ロードで28勝以上を記録。4月5日のフェニックス・サンズ戦に勝利し史上初3年連続65勝以上を記録し、3年連続ウェスタンカンファレンス首位及びリーグ首位の成績をマークした。最終的に67勝15敗でレギュラーシーズンを終えた。
プレーオフ1回戦はポートランド・トレイルブレイザーズとの対戦となった。1戦目でデュラントが左足ふくらはぎを痛めてしまうが4戦目で復帰、ブレイザーズを4勝0敗のスイープで難なく退けた。しかし2戦目後、カーが前年に悩まされ手術した腰の持病（髄液が漏れ、吐き気や頭痛がおきる合併症）が再発してしまい時期未定の離脱となってしまう。しかしカーの離脱も問題なく、続くセミファイナルのユタ・ジャズもスイープで下す。カンファレンスファイナルではプレーオフで4年ぶりにサンアントニオ・スパーズと戦うことになる。スパーズはトニー・パーカーの全休が決定しており、カンファレンスファイナルの最中にカワイ・レナード、デビッド・リーが怪我で離脱してしまい戦力が大きく下がってしまう。ウォリアーズはスパーズもスイープで退け3年連続のNBAファイナル進出を決めた。無敗でのファイナル進出は2001年のレイカーズ以来で、1回戦が7試合制になってからは史上初であり、ウェスタンカンファレンスを3年連続で制したのはロサンゼルス・レイカーズとウォリアーズのみである。
NBAファイナルの対戦はイースタンカンファレンスを制したクリーブランド・キャバリアーズとなり、史上初3年連続同じ組み合わせとなった。1試合目を勝利した後、カーが現場に復帰し約1ヶ月半ぶりに指揮を執った2試合目も勝利。3試合目は残り45秒でデュラントの逆転スリーポイントシュートが決まりそのまま逃げ切って王手をかける。4試合目は第1クォーターで49点、前半だけで86点、ファイナル新記録となる24本のスリーポイントシュートを決められ大差で負け、あと1歩のところで全勝優勝とはならなかった。プレーオフの連勝記録は止まったものの、プレーオフ15連勝は北米4大スポーツでの最長記録である。ホームに戻った第5戦も終盤までせっていたが勝利し結局4勝1敗と寄せ付けず、2年振り5度目のチャンピオンに輝いた。なおプレーオフ1敗での優勝は2001年のロサンゼルス・レイカーズ以来の記録であり、またそのレイカーズの15勝1敗（当時ファーストラウンドは5戦制）を抜いて16勝1敗は最高勝率である。
2017-2018シーズン　連覇
ドラフト指名権を放出していたウォリアーズだったが、シカゴ・ブルズに2巡目38位で指名されたジョーダン・ベルの交渉権を350万ドルで獲得した。7月1日、カリーと史上最高額の5年2億100万ドルで契約延長に合意した。後日ウェスト、デュラント、リビングストン、イグダーラ、パチュリア、マギーと再契約し、FAのオムリ・カスピとミニマム契約、ニック・ヤングと520万ドルで契約した。プレシーズンではミネソタ・ティンバーウルブズと中国で2試合戦った。
ヒューストン・ロケッツを相手にした開幕戦では、デュラントがブザービーターとなる逆転シュートを決めたかに見えたがレビューの結果ノーカウントとなり121-122の1点差で敗戦スタートした。12月4日のニューオーリンズ・ペリカンズ戦の終了間際にカリーが右足首を捻挫、3週間以上の離脱を余儀なくされるがその間チームは11連勝を飾り、2017年が終わる頃にはウェスタンカンファレンスの首位に返り咲いた。しかし2018年に入ると怪我人が続出、オールスター前にはロケッツに首位を明け渡す。その後も負の連鎖は止まらずカリーは度重なる捻挫、デュラントは肋骨骨折、トンプソンは右手親指骨折、グリーンが肩を故障、復帰戦でカリーは倒れてきたマギーに衝突され内側側副靱帯を捻挫など、オールスター組に相次いで怪我が発生。主力のみならず控えも怪我人が増えて敗戦が増え、58勝24敗でカンファレンス2位が決定。カリー出場時は41勝10敗だったのに対しカリー不出場時では17勝14敗だった。
プレーオフ1回戦はレギュラーシーズン7位のサンアントニオ・スパーズ相手に4勝1敗で勝利、プレーオフのホーム戦の連勝を12に伸ばした。プレーオフ2回戦はアンソニー・デイビス率いるニューオーリンズ・ペリカンズと対決した。第1戦ではチームリーダーのカリーが怪我で不在の中、デュラントが26得点に13リバウンド、トンプソンが27得点などと攻撃陣が爆発し、チームも勝利した。この勝利を機に勢いをつけ、その後も4勝1敗でカンファレンスファイナルに進出。カンファレンスファイナルでは、レギュラーシーズンにおいて1勝2敗とやや苦手気味だったヒューストン・ロケッツと対戦。1戦目はデュラントが37得点と大活躍し、119−106でチームも勝利したが、2戦目ではロケッツのディフェンスが改善され、思うように試合を運べず。デュラントは1戦目を上回る38得点をあげたが、チームは105-127で敗れてしまった。その後も、大ベテランのアンドレ・イグダーラが怪我で離脱するなど不運が重なり、2勝3敗と王手をかけられてしまう。しかし、ロケッツのクリス・ポールがハムストリングを痛めて出場停止となってしまった6戦目、7戦目ではカリーやトンプソンが爆発し2連勝。逆転で4年連続のNBAファイナル進出を決めた。
NBAファイナルでは、またもクリーブランド・キャバリアーズと対決。これで4年連続の対戦となった。1戦目では、キャバリアーズのエースであるレブロン・ジェームズが51得点と大爆発したが、延長の末に勝利した。その後は、キャバリアーズ相手に完成度の差を見せつけ、NBAファイナルでは11年ぶりとなるスウィープ勝利を達成。2年連続、6度目のチャンピオンに輝いた。
2018-19シーズン　集大成
NBA史上6チーム目となる3連覇を目指すシーズンは、オラクル・アリーナを本拠地とする最後のシーズンにもなった。オフにアキレス腱断裂からの復帰を目指すデマーカス・カズンズを補強し、オールスター出場経験者が5人という超豪華ロースターが完成。戦前から大本命と評されたことは言うまでもない。
シーズン序盤にカリーとグリーンがそれぞれ1か月ほど離脱し、6年ぶりの4連敗を喫して首位の座を一時譲る。12月から調子を取り戻し、1月にカズンズが今季デビューを果たすと11連勝して勢いに乗る。独走とはいかなかったものの、デンバー・ナゲッツとの首位争いを優位に進め、最終的には57勝25敗のウエスタン1位でプレーオフ進出を決めた。トレードデッドラインでは特に動きを見せなかったが、オーストラリアに帰っていたアンドリュー・ボーガットを呼び戻し、プレーオフに備えた。
プレーオフではデュラントの負傷離脱などがありながらも、カンファレンスファイナルでポートランド・トレイルブレイザーズを4勝0敗で下し、5年連続ファイナル進出を決めた。これはビル・ラッセル時代のボストン・セルティックス以来の快挙である。
3連覇の偉業を前にして、最後の壁はファイナル初出場のトロント・ラプターズだった。NBA史上初めてアメリカ国外で行われ、またウォリアーズにとってはこの5年で初めて敵地で開幕するファイナルとなった。ロードゲームを1勝1敗に留めてホームに帰還するも、5年連続ファイナル進出による勤続疲労もあり、デュラントやトンプソンが再び離脱し、2勝4敗で初優勝に向け突き進むラプターズの前に王者はついに力尽きた。
オフにはデュラントがFAとなりブルックリン・ネッツへ移籍した。この移籍はサインアンドトレードとなり、代わってディアンジェロ・ラッセルが加入。同じくFAのトンプソンは残留した。またチームを支えたイグダーラやリビングストンも退団した。

#### 2019－20シーズン　終焉と低迷
シーズン開始時からサンフランシスコのチェイス・センターに本拠地を移転した。シーズンではトンプソンがラプターズとのNBAファイナルで負った怪我によりシーズンを全休。カリーも開幕4戦目で左手人差し指を骨折し長期離脱。新加入のラッセルが奮闘するも、主砲2人を欠いたチームはリーグ最下位に低迷。トレード期限直前にラッセルをミネソタ・ティンバーウルブズに放出し、ウルブズで伸び悩んでいたアンドリュー・ウィギンズを獲得した。結局新型コロナウイルスの影響でリーグが中断し、その後プレーオフ圏内のチームのみでの再開が決定したため、リーグ最下位の15勝50敗でシーズンを終えた。近年の王朝から一転して悲惨なシーズンとなったが、ルーキーのエリック・パスカルら若手の台頭などの収穫もあり、カリーが回復する来季から再び優勝を目指すこととなった。クレイ・トンプソンの復帰でウォリアーズの「スプラッシュ・ブラザーズ」が復活する。

#### 2020-21シーズン　希望
昨シーズンの低迷からクレイ・トンプソンとステフィン・カリーが両方怪我が回復し、再びスプラッシュブラザーズの復帰が予想されていた矢先にオフのワークアウトでクレイ・トンプソンがアキレス腱断裂と再びシーズン全休となりチームは希望を失いかけた。急ぎでチームはトンプソンの穴を埋めるべくトレードでケリー・ウーブレ・ジュニアを獲得した。
だが開幕からケリー・ウーブレは絶不調に落ち入り開幕から3連敗というスタートだった。ドラフト2位で獲得したジェームズ・ワイズマンもいまいち噛み合っておらずオールスターを終えるまで勝率は5割を切っていた。そんななか孤軍奮闘していたのはエースのカリーであった。そしてシーズン残り20試合の時点で勝率は約4割5分でありプレイオフも怪しくなってきたところでチームは噛み合い、連勝に次ぐ連勝でシーズンを終える頃には勝率は5割3分にまで伸ばし、ウエスタンカンファレンスで8位でシーズンを終えた。プレーイントーナメントでロサンゼルス・レイカーズとメンフィス・グリズリーズに敗れてプレーオフ出場を逃した。

#### 2021-22シーズン　捲土重来
王座奪還に燃えるチームは周囲の大方の予想に反しドラフト指名権をトレードする事無く、2021年ドラフト1巡目7位でジョナサン・クミンガ、1巡目14位でモーゼス・ムーディーを獲得した。FAではベテランミニマム契約でオット・ポーター・ジュニア、ネマニャ・ビエリツァを獲得、そして2015年ファイナルMVPのアンドレ・イグダーラを3シーズン振りに呼び戻すことに成功した。前々年に獲得したプール、前年に獲得したワイズマンを含め、ベテランと若手のバランスが取れたチームとなった。そして迎えたシーズンは開幕20試合で18勝2敗のロケットスタートをきることに成功した。途中、カリーの不調やグリーンの欠場など苦しい状況は続いたものの、アンドリュー・ウィギンズ、ジョーダン・プールの急成長など収穫も多かった。2022年1月のクリーブランド・キャバリアーズ戦ではクレイ・トンプソンが941日ぶりに復帰を果たし、オールスター時点での成績はウエスタンカンファレンス2位の42勝17敗と好調だった。しかし、ジェームズ・ワイズマンの復帰見送りや主力選手の怪我もあり、シーズン後半はシーズン前半ほどの勢いはなかったが、それでもカンファレンスで上位をキープした。3月に1005日ぶりにカリー、トンプソン、グリーンのウォリアーズBIG3が集結したが、直後カリーが左足の靭帯を痛めてレギュラーシーズン全休を発表。3人揃ってのプレータイムはわずか11分と不安が残る結果となってしまった。そんな中でプール、ルーキーのクミンガがチームを支え、53勝29敗のウエスタンカンファレンス3位で3シーズンぶりのプレーオフ進出が決まった。プレイオフ1回戦はデンバー・ナゲッツが相手となった。カリーは怪我明けのためベンチスタートとなったが、その間にスタメンポイントガードを任されたプールが躍動。スターと言っても何ら遜色もない活躍でシリーズを第5戦で突破した。その後カリーがスタメン復帰となると、カリー、プール、トンプソン、ウィギンズ、グリーンが新たなデスラインナップと呼ばれた。この新たなデスラインナップに加え、状況に応じて臨機応変に対応できる選手層の厚さを武器にメンフィス・グリズリーズ、ダラス・マーベリックスをそれぞれ第6戦、第5戦と強さを見せつけるとともに、体力を残す形でファイナル進出を決めた。なおウォリアーズは8年間のうち6回ファイナルに進出したチームとなった。ファイナルでは、ボストン・セルティックスに4-2で勝利し優勝した。ファイナルMVPは第6戦で34得点7リバウンド7アシスト2スティール、6本のスリーポイント成功を記録したカリーとなった。

#### 2022-23シーズン　王朝の陰り
連覇に向け、ウォリアーズはオフにジョーダン・プールと4年1億2300万ドルの延長契約を締結。そして移籍が噂されていたアンドリュー・ウィギンズとも4年1億900万ドルの延長契約をした。この動きは優勝に貢献した選手をチームに残留させることができた反面、元々サラリーキャップに余裕がなかったにもかかわらずさらにチームの財政を圧迫することになってしまった。さらに2022-23シーズン終了後にドレイモンド・グリーンがFA権を持っていたため、この2選手の再契約によりグリーンとの再契約は現実的に難しいとされ、グリーンの移籍話はシーズン中常に様々なメディアなどで議論された。FA市場ではドンテ・ディヴィンチェンゾなどの優秀な選手を獲得したが、オット・ポーター・ジュニアやゲイリー・ペイトン2世などの優勝に大きく貢献した選手はチームの財政が苦しかったため残留させることができなかった。
連覇に向けて動いていたウォリアーズだったがプレシーズン中のチーム練習でグリーンがプールと口論になり、プールに殴りかかるというトラブルが起きてしまった。
レギュラーシーズン中はウエスタンカンファレンス7位から5位に位置付くことが多く、プールの不調、ジョナサン・クミンガ、モーゼス・ムーディー、ジェームズ・ワイズマンらの若手の起用法、例年に比べDFレーティングが低下していることなどコート内での問題点が数多く存在した。
カリーが怪我で26試合、ウィギンズが個人的な事情で45試合欠場するなど主力が欠ける中、トンプソンがカリーの代わりにチームを牽引し、クミンガがウィギンズの穴を埋めるほどの活躍を見せ、チームを支えてみせた。
コート外では常にグリーンの移籍話やプールとの問題が飛び交う不安定なチーム状況だった。
トレードデッドラインでは4チーム間トレードを行い、ワイズマンをデトロイト・ピストンズへ送り、ポートランド・トレイルブレイザーズからゲイリー・ペイトン2世を再び獲得した。
結果的にウエスタンカンファレンス6位でシーズンを終え、プレイオフ一回戦の相手はサクラメント・キングスとなった。最初の2戦を落とすもそこから復調し第7戦までもつれ、第7戦ではステフィンカリーが50得点の大活躍で2回戦に駒を進めた。2回戦はロサンゼルス・レイカーズと対戦した。2010年代後半に死闘を繰り広げたカリーとレブロン・ジェームズのプレイオフマッチは話題を呼んだ。しかしこのシリーズは4-2でレイカーズの勝利となり、ウォリアーズのシーズンは終了となった。
プレーオフではトンプソンが絶不調となり、プールも不調によりプレイタイムは減少。ガード陣が過密状態となっている中でサイズのあるウイングが少なく、再契約出来なかったオット・ポーターやネマニャ・ビエリツァの抜けた穴を感じさせられた。

#### 2023-24シーズン　クリス・ポール獲得
昨シーズン、シーズン通して不調に陥っていたジョーダン・プールをワシントン・ウィザーズにトレードし、クリス・ポールを獲得した。2010年代後半、王朝時代に何度も対戦したライバル選手の獲得は大きな話題になった。フリーエージェントではドレイモンド・グリーンと4年1億ドルの再契約に成功し、クリス・ポールとチームメイト経験があり相性の良いダリオ・サリッチやコーリー・ジョセフなど即戦力の選手を獲得した。
シーズン開幕当初は6勝2敗と好スタートを切ったが、昨シーズン同様不安定な内容の試合が多く、チームはプレーイン圏内から圏外を彷徨う状況になった。
グリーンが危険なプレーをしたことで、11月には5試合、12月から1月にかけて無期限出場停止になるなどの問題が発生した。
トンプソンやウィギンズ、ルーニーら主力の不調も続く中、ドラフトで指名したブランディン・ポジェムスキーとトレイス・ジャクソン＝デイビスが台頭し、彼らからスタメンを勝ち取るほどの活躍を残した。
クリス・ポールの長期離脱やゲイリー・ペイトン二世の度重なる怪我に苦しめられ、チームは最終的にプレーイン圏内である46勝36敗の10位でレギュラーシーズンを終えた。
プレーインではキングスと対戦となったが、20点差以上つけられ敗退し、ウォリアーズのシーズンは幕を閉じた。
チーム全体で不安定な状況が続く中、3年目のクミンガが急成長を遂げカリーに続く攻撃オプションに、ポジェムスキーがオールルーキー・ファーストチームに選出されるなど、今後に期待できるシーズンでもあった。

#### 2024-25シーズン　BIG3の解散とバトラーの獲得
2024年オフ、ウォリアーズは転換期を迎えた。無保証契約だったクリス・ポールを解雇し、13年間ウォリアーズ一筋でプレーしてきたクレイ・トンプソンは、ダラス・マーベリックスと3年5000万ドルの契約を結び移籍。ウォリアーズも契約をオファーしていたが、それは叶わず、4度の優勝を果たし一時代を築いたカリー、トンプソン、グリーンの“BIG3”は解散となった。
トンプソンやポールの抜けた穴を埋める必要がある中、ウォリアーズはトンプソンのサイン&トレードでバディ・ヒールドとカイル・アンダーソンを獲得。さらにFAではディアンソニー・メルトンを加えるなど、補強に成功した。
シーズン序盤、10勝2敗と好調なスタートを切ったが、徐々に失速。またしてもプレーイン圏内から圏外を行き来する状況となった。12月16日、序盤に左ACL部分断裂の重傷を負い、戦線離脱してしまったメルトンの穴埋めとして、ブルックリン・ネッツからデニス・シュルーダーを獲得するも、チームの状況は好転しなかった。
2月7日、ウォリアーズは5チーム間トレードを行い、ウィギンズ、アンダーソン、リンディー・ウォーターズ、シュルーダーを放出し、マイアミ・ヒートからジミー・バトラーを獲得した。バトラーはウォリアーズと新たに2年1億2100万ドルの延長契約に合意した。

## シーズンごとの成績
Note: 勝 = 勝利数, 敗 = 敗戦数, % = 勝率 
| シーズン                         | 勝    | 敗    | %    | プレーオフ                                                                  | 結果 |
| -------------------------------- | ----- | ----- | ---- | --------------------------------------------------------------------------- | --- |
| フィラデルフィア・ウォリアーズ   |       |       |      |                                                                             | |
| 1946-47                          | 35    | 25    | .583 | 1回戦勝利 カンファレンス決勝勝利 BAAファイナル優勝                          | ウォリアーズ 2, セントルイス 1 ウォリアーズ 2, ニックス 0 ウォリアーズ 4, シカゴ 1                                          |
| 1947-48                          | 27    | 21    | .563 | BAA準決勝勝利 BAAファイナル敗退                                             | ウォリアーズ 4, セントルイス 3 ボルティモア 4, ウォリアーズ 2                                                               |
| 1948-49                          | 28    | 32    | .355 | カンファレンス準決勝敗退                                                    | ワシントン 2, ウォリアーズ 0                                                                                                |
| 1949-50                          | 26    | 42    | .382 | カンファレンス準決勝敗退                                                    | シラキュース 2, ウォリアーズ 0                                                                                              |
| 1950-51                          | 40    | 26    | .606 | カンファレンス準決勝敗退                                                    | シラキュース 2, ウォリアーズ 0                                                                                              |
| 1951-52                          | 33    | 33    | .500 | カンファレンス準決勝敗退                                                    | シラキュース 2, ウォリアーズ 1                                                                                              |
| 1952-53                          | 12    | 57    | .174 |                                                                             | |
| 1953-54                          | 29    | 43    | .403 |                                                                             | |
| 1954-55                          | 33    | 39    | .458 |                                                                             | |
| 1955-56                          | 45    | 27    | .625 | カンファレンス決勝勝利 NBAファイナル優勝                                    | ウォリアーズ 3, シラキュース 2 ウォリアーズ 4, フォートウェイン 1                                                           |
| 1956-57                          | 37    | 35    | .514 | カンファレンス準決勝敗退                                                    | シラキュース 2, ウォリアーズ 0                                                                                              |
| 1957-58                          | 37    | 35    | .514 | カンファレンス準決勝勝利 カンファレンス決勝敗退                             | ウォリアーズ 2, シラキュース 1 セルティックス 4, ウォリアーズ 1                                                             |
| 1958-59                          | 32    | 40    | .444 |                                                                             | |
| 1959-60                          | 49    | 26    | .653 | カンファレンス準決勝勝利 カンファレンス決勝敗退                             | ウォリアーズ 2, シラキュース 1 セルティックス 4, ウォリアーズ 2                                                             |
| 1960-61                          | 46    | 33    | .582 | カンファレンス準決勝敗退                                                    | シラキュース 3, ウォリアーズ 0                                                                                              |
| 1961-62                          | 49    | 31    | .613 | カンファレンス準決勝勝利 カンファレンス決勝敗退                             | ウォリアーズ 3, シラキュース 2 セルティックス 4, ウォリアーズ 3                                                             |
| サンフランシスコ・ウォリアーズ   |       |       |      |                                                                             | |
| 1962-63                          | 31    | 49    | .388 |                                                                             | |
| 1963-64                          | 48    | 32    | .600 | カンファレンス決勝勝利 NBAファイナル敗退                                    | ウォリアーズ 4, セントルイス 3 セルティックス 4, ウォリアーズ 1                                                             |
| 1964-65                          | 17    | 63    | .213 |                                                                             | |
| 1965-66                          | 35    | 45    | .438 |                                                                             | |
| 1966-67                          | 44    | 37    | .543 | カンファレンス準決勝勝利 カンファレンス決勝勝利 NBAファイナル敗退           | ウォリアーズ 3, レイカーズ 0 ウォリアーズ 4, セントルイス 2 シクサーズ 4, ウォリアーズ 2                                    |
| 1967-68                          | 43    | 39    | .524 | カンファレンス準決勝勝利 カンファレンス決勝敗退                             | ウォリアーズ 4, セントルイス 2 レイカーズ 4, ウォリアーズ 0                                                                 |
| 1968-69                          | 41    | 41    | .500 | カンファレンス準決勝敗退                                                    | レイカーズ 4, ウォリアーズ 2                                                                                                |
| 1969-70                          | 30    | 52    | .366 |                                                                             | |
| 1970-71                          | 41    | 41    | .500 | カンファレンス準決勝敗退                                                    | バックス 4, ウォリアーズ 1                                                                                                  |
| ゴールデンステート・ウォリアーズ |       |       |      |                                                                             | |
| 1971-72                          | 51    | 31    | .622 | カンファレンス準決勝敗退                                                    | バックス 4, ウォリアーズ 1                                                                                                  |
| 1972-73                          | 47    | 35    | .573 | カンファレンス準決勝勝利 カンファレンス決勝敗退                             | ウォリアーズ 4, バックス 2 レイカーズ 4, ウォリアーズ 1                                                                     |
| 1973-74                          | 44    | 38    | .537 |                                                                             | |
| 1974-75                          | 48    | 34    | .585 | カンファレンス準決勝勝利 カンファレンス決勝勝利 NBAファイナル優勝           | ウォリアーズ 4, ソニックス 2 ウォリアーズ 4, ブルズ 3 ウォリアーズ 4, ワシントン 0                                          |
| 1975-76                          | 59    | 23    | .720 | カンファレンス準決勝勝利 カンファレンス決勝敗退                             | ウォリアーズ 4, ピストンズ 2 サンズ 4, ウォリアーズ 3                                                                       |
| 1976-77                          | 46    | 36    | .561 | 1回戦勝利 カンファレンス準決勝敗退                                          | ウォリアーズ 2, ピストンズ 1 レイカーズ 4, ウォリアーズ 3                                                                   |
| 1977-78                          | 43    | 39    | .524 |                                                                             | |
| 1978-79                          | 38    | 44    | .463 |                                                                             | |
| 1979-80                          | 24    | 58    | .293 |                                                                             | |
| 1980-81                          | 39    | 43    | .476 |                                                                             | |
| 1981-82                          | 45    | 37    | .549 |                                                                             | |
| 1982-83                          | 30    | 52    | .366 |                                                                             | |
| 1983-84                          | 37    | 45    | .451 |                                                                             | |
| 1984-85                          | 22    | 60    | .268 |                                                                             | |
| 1985-86                          | 30    | 52    | .366 |                                                                             | |
| 1986-87                          | 42    | 40    | .512 | 1回戦勝利 カンファレンス準決勝敗退                                          | ウォリアーズ 3, ジャズ 2 レイカーズ 4, ウォリアーズ 1                                                                       |
| 1987-88                          | 20    | 62    | .244 |                                                                             | |
| 1988-89                          | 43    | 39    | .524 | 1回戦勝利 カンファレンス準決勝敗退                                          | ウォリアーズ 3, ジャズ 0 サンズ 4, ウォリアーズ 1                                                                           |
| 1989-90                          | 37    | 45    | .451 |                                                                             | |
| 1990-91                          | 44    | 38    | .537 | 1回戦勝利 カンファレンス準決勝敗退                                          | ウォリアーズ 3, スパーズ 1 レイカーズ 4, ウォリアーズ 1                                                                     |
| 1991-92                          | 55    | 27    | .671 | 1回戦敗退                                                                   | ソニックス 3, ウォリアーズ 1                                                                                                |
| 1992-93                          | 34    | 48    | .415 |                                                                             | |
| 1993-94                          | 50    | 32    | .610 | 1回戦敗退                                                                   | サンズ 3, ウォリアーズ 0 |
| 1994-95                          | 26    | 56    | .317 |                                                                             | |
| 1995-96                          | 36    | 46    | .439 |                                                                             | |
| 1996-97                          | 30    | 52    | .366 |                                                                             | |
| 1997-98                          | 19    | 63    | .232 |                                                                             | |
| 1998-99                          | 21    | 29    | .420 |                                                                             | |
| 1999-00                          | 19    | 63    | .232 |                                                                             | |
| 2000-01                          | 17    | 65    | .207 |                                                                             | |
| 2001-02                          | 21    | 61    | .256 |                                                                             | |
| 2002-03                          | 38    | 44    | .463 |                                                                             | |
| 2003-04                          | 37    | 45    | .451 |                                                                             | |
| 2004-05                          | 34    | 48    | .415 |                                                                             | |
| 2005-06                          | 34    | 48    | .415 |                                                                             | |
| 2006-07                          | 42    | 40    | .512 | 1回戦勝利 カンファレンス準決勝敗退                                          | ウォリアーズ 4, マーベリックス 2 ジャズ 4, ウォリアーズ 1                                                                   |
| 2007-08                          | 48    | 34    | .585 |                                                                             | |
| 2008-09                          | 29    | 53    | .354 |                                                                             | |
| 2009-10                          | 26    | 56    | .317 |                                                                             | |
| 2010-11                          | 36    | 46    | .439 |                                                                             | |
| 2011-12                          | 23    | 43    | .349 |                                                                             | |
| 2012-13                          | 47    | 35    | .573 | 1回戦勝利 カンファレンス準決勝敗退                                          | ウォーリアーズ 4, ナゲッツ 2 スパーズ 4, ウォリアーズ 2                                                                     |
| 2013-14                          | 51    | 31    | .622 | 1回戦敗退                                                                   | クリッパーズ 4, ウォリアーズ 3                                                                                              |
| 2014-15                          | 67    | 15    | .817 | 1回戦勝利 カンファレンス準決勝勝利 カンファレンス決勝勝利 NBAファイナル優勝 | ウォリアーズ 4, ペリカンズ 0 ウォリアーズ 4, グリズリーズ 2 ウォリアーズ 4, ロケッツ 1 ウォリアーズ 4, キャバリアーズ 2     |
| 2015-16                          | 73    | 9     | .890 | 1回戦勝利 カンファレンス準決勝勝利 カンファレンス決勝勝利 NBAファイナル敗退 | ウォリアーズ 4, ロケッツ 1 ウォリアーズ 4, ブレイザーズ 1 ウォリアーズ 4, サンダー 3 キャバリアーズ 4, ウォリアーズ 3       |
| 2016-17                          | 67    | 15    | .817 | 1回戦勝利 カンファレンス準決勝勝利 カンファレンス決勝勝利 NBAファイナル優勝 | ウォリアーズ 4, ブレイザーズ 0 ウォリアーズ 4, ジャズ 0 ウォリアーズ 4, スパーズ 0 ウォリアーズ 4, キャバリアーズ 1         |
| 2017–18                          | 58    | 24    | .707 | 1回戦勝利 カンファレンス準決勝勝利 カンファレンス決勝勝利 NBAファイナル優勝 | ウォリアーズ 4, スパーズ 1 ウォリアーズ 4, ペリカンズ 1 ウォリアーズ 4, ロケッツ 3 ウォリアーズ 4, キャバリアーズ 0         |
| 2018–19                          | 57    | 25    | .695 | 1回戦勝利 カンファレンス準決勝勝利 カンファレンス決勝勝利 NBAファイナル敗退 | ウォリアーズ 4, クリッパーズ 2 ウォリアーズ 4, ロケッツ 2 ウォリアーズ 4, ブレイザーズ 0 ラプターズ 4, ウォリアーズ 2       |
| 2019–20                          | 15    | 50    | .231 |                                                                             | |
| 2020–21                          | 39    | 33    | .542 |                                                                             | |
| 2021–22                          | 53    | 29    | .646 | 1回戦勝利 カンファレンス準決勝勝利 カンファレンス決勝勝利 NBAファイナル優勝 | ウォリアーズ 4, ナゲッツ 1 ウォリアーズ 4, グリズリーズ 2 ウォリアーズ 4, マーベリックス 1 ウォリアーズ 4, セルティックス 2 |
| 2022–23                          | 44    | 38    | .537 | 1回戦勝利 カンファレンス準決勝敗退                                          | ウォリアーズ 4, キングス 3 ウォリアーズ 2, レイカーズ 4                                                                     |
| 2023–24                          | 46    | 36    | .561 |                                                                             | |
| 通算勝敗                         | 2,969 | 3,134 | .486 |                                                                             | |
| プレーオフ                       | 212   | 172   | .552 | 優勝7回                                                                     | |

## 主な選手

### 保有するドラフト交渉権
ウォリアーズは、NBA以外のリーグでプレーしている以下の未契約ドラフト指名選手の交渉権を保有している。ドラフトで指名された選手（海外出身の選手または大学選手で、ドラフトで指名したチームと契約していない選手）は、NBA以外のどのチームとでも契約することが認められており、この場合、そのチームは、その選手のNBA以外のチームとの契約が終了してから1年後まで、その選手のNBAでの交渉権を保持することになる。このリストには、他球団とのトレードで獲得した交渉権も含まれている。
| ドラフト年 | 巡目 | 指名順 | 選手                         | Pos. | 国籍           | 現所属チーム                        | 注釈                             | 参照   |
| ---------- | ---- | ------ | ---------------------------- | ---- | -------------- | ----------------------------------- | -------------------------------- | ------ |
| 2020       | 2    | 51     | ジャスティニアン・ジェサップ | G    | アメリカ合衆国 | ラティオファーム・ウルム (ドイツ)   |                                  | [ 19 ] |
| 2015       | 2    | 55     | カディ・ラレン               | C    | ハイチ         | 安養正官庄レッドブースターズ (韓国) | サンアントニオ・スパーズから獲得 | [ 20 ] |

### 年代別主要選手
太文字…殿堂入り選手 (C)…優勝時に在籍した選手 (M)…在籍時にMVPを獲得した選手 (50)…偉大な50人 (75)…偉大な75人
| 1940年代 (プレーオフ進出：4回 ファイナル進出：2回 優勝：1回) - ジョー・ファルクス (Joe Fulks) : 1946-1954 (C) - ハウイー・ダルマー (Howie Dallmar) : 1946-1949 (C) 1950年代 (プレーオフ進出：6回 ファイナル進出：1回 優勝：1回) - ポール・アリジン (Paul Arizin) : 1950-1962 (C)(50)(75) - アンディ・フィリップ (Andy Phillip) : 1950-1952 - ニール・ジョンストン (Neil Johnston) : 1951-1959 (C) - ジャック・ジョージ (Jack George) : 1953-1959 (C) - ジョー・グラボウスキー (Joe Graboski) : 1954-1961 (C) - トム・ゴーラ (Tom Gola) : 1955-1962 (C) - ウッディ・ソウルズベリー (Woody Sauldsberry) : 1957-1960 - ガイ・ロジャース (Guy Rodgers) : 1958-1966 - ウィルト・チェンバレン (Wilt Chamberlain) : 1959-1964 (M)(50)(75) 1960年代 (プレーオフ進出：7回 ファイナル進出：2回) - アル・アットルス (Al Attles) : 1960-1971 ―1975年優勝時のヘッドコーチでもある。 - トム・メシェリー (Tom Meschery) : 1961-1967 - ネイト・サーモンド (Nate Thurmond) : 1963-1974 (50)(75) - フレッド・ヘッツェル (Fred Hetzel) : 1965-1968 - ジェフ・マリンズ (Jeff Mullins) : 1966-1976 - ルディ・ラルッソ (Rudy LaRusso) : 1967-1969 - ジェリー・ルーカス (Jerry Lucas) : 1969-1971 1970年代 (プレーオフ進出：6回 ファイナル進出：1回 優勝：1回) - カジー・ラッセル (Cazzie Russell) : 1971-1974 - リック・バリー (Rick Barry) : 1972-1978 (C)(50)(75) - フィル・スミス (Phil Smith) : 1974-1980 (C) - ジャマール・ウィルクス (Jamaal Wilkes) : 1974-1977 (C) - ガス・ウィリアムズ (Gus Williams) : 1975-1977 - ロバート・パリッシュ (Robert Parish) : 1976-1980 (50)(75) - E・C・コールマン (E. C. Coleman) : 1977-1978 - パーヴィス・ショート (Purvis Short) : 1978-1987 1980年代 (プレーオフ進出：2回) - ジョー・バリー・キャロル (Joe Barry Carroll) : 1980-1987 - ワールド・B・フリー (World B. Free) : 1980-1983 - バーナード・キング (Bernard King) : 1980-1982 - ラリー・スミス (Larry Smith) : 1980-1989 - マイケル・レイ・リチャードソン (Micheal Ray Richardson) : 1982-1983 - スリーピー・フロイド (Sleepy Floyd) : 1983-1987 - クリス・マリン (Chris Mullin) : 1985-1997, 2000-2001 - マヌート・ボル (Manute Bol) : 1988-1990 - ミッチ・リッチモンド (Mitch Richmond) : 1988-1991 - ジョン・スタークス (John Starks) : 1988-1989, 1999-2000 - ティム・ハーダウェイ (Tim Hardaway) : 1989-1996 - シャルーナス・マルチュリョニス (Šarūnas Marčiulionis) : 1989-1994 1990年代 (プレーオフ進出：3回) - タイロン・ヒル (Tyrone Hill) : 1990-1993 - ビリー・オーウェンス (Billy Owens) : 1991-1994 - ラトレル・スプリーウェル (Latrell Sprewell) : 1992-1997 - クリス・ウェバー (Chris Webber) : 1993-1994, 2008 - トム・ググリオッタ (Tom Gugliotta) : 1994-1995 - ドニエル・マーシャル (Donyell Marshall) : 1995-2000 - ジョー・スミス (Joe Smith) : 1995-1998 - エリック・ダンピアー (Erick Dampier) : 1997-2004 - アドナル・フォイル (Adonal Foyle) : 1997-2007 - アントワン・ジェイミソン (Antawn Jamison) : 1998-2003 | 2000年代 (プレーオフ進出：1回) - ラリー・ヒューズ (Larry Hughes) : 2000-2002 - マーク・ジャクソン (Marc Jackson) : 2000-2002 - ギルバート・アリーナス (Gilbert Arenas) : 2001-2003 - ジェイソン・リチャードソン (Jason Richardson) : 2001-2007 - トロイ・マーフィー (Troy Murphy) : 2001-2007 - クリフォード・ロビンソン (Clifford Robinson) : 2003-2005 - ニック・ヴァン・エクセル (Nick Van Exel) : 2003-2004 - スピーディ・クラクストン (Speedy Claxton) : 2003-2005 - ミカエル・ピートラス (Mickaël Piétrus) : 2003-2008 - デレック・フィッシャー (Derek Fisher) : 2004-2006 - アンドリス・ビエドリンシュ (Andris Biedriņš) : 2004-2013 - バロン・デイビス (Baron Davis) : 2005-2008 - モンタ・エリス (Monta Ellis) : 2005-2012 - マット・バーンズ(Matt Barnes) : 2008-2009, 2017 (C) - スティーブン・ジャクソン (Stephen Jackson) : 2007-2009 - ステフィン・カリー (Stephen Curry) : 2009- (C)(M)(75) 2010年代 (プレーオフ進出 : 6回 ファイナル進出：5回 優勝：3回) - ドレル・ライト (Dorell Wright) : 2010-2012 - デビッド・リー (David Lee) : 2010-2015 (C) - クレイ・トンプソン (Klay Thompson) : 2011-2024 (C) - アンドリュー・ボーガット (Andrew Bogut) : 2012-2016, 2019 (C) - ハリソン・バーンズ (Harrison Barnes) : 2012-2016 (C) - ドレイモンド・グリーン (Draymond Green) : 2012- (C) - フェスタス・エジーリ (Festus Ezeli) : 2012-2016 (C) - カール・ランドリー (Carl Landry) : 2012-2013 - ジャレット・ジャック (Jarrett Jack) : 2012-2013 - アンドレ・イグダーラ (Andre Iguodala) : 2013-2019, 2021-2023 (C) - マリース・スペイツ (Marreese Speights) : 2013-2016 (C) - リアンドロ・バルボサ (Leandro Barbosa) : 2014-2016 (C) - ショーン・リビングストン (Shaun Livingston) : 2014-2019 (C) - イアン・クラーク (Ian Clark) : 2015-2017 (C) - ケヴォン・ルーニー(Kevon Looney) : 2015-2025 (C) - アンダーソン・ヴァレジャオ (Anderson Varejão) : 2016-2017 - ケビン・デュラント (Kevin Durant) : 2016-2019 (C)(75) - デビッド・ウェスト (David West) : 2016-2018 (C) - ザザ・パチュリア (Zaza Pachulia) : 2016-2018 (C) - ジャベール・マギー (JaVale McGee) : 2016-2018 (C) - デマーカス・カズンズ (DeMarcus Cousins) : 2018-2019 - ディアンジェロ・ラッセル (D'Angelo Russell) : 2019-2020 - ジョーダン・プール (Jordan Poole) : 2019-2023 (C) - エリック・パスカル (Eric Paschall) : 2019-2021 2020年代 (プレーオフ進出：2回 ファイナル進出 : 1回 優勝 : 1回) - アンドリュー・ウィギンズ (Andrew Wiggins) : 2020-2025 (C) - ゲイリー・ペイトン2世 (Gary Payton II) : 2021-2022, 2023- (C) - ジョナサン・クミンガ (Jonathan Kuminga) : 2021- (C) - オット・ポーター・ジュニア (Otto Porter Jr.) : 2021-2022 (C) - ネマニャ・ビエリツァ (Nemanja Bjelica) : 2021-2022 (C) - ブランディン・ポジェムスキー (Brandin Podziemski) : 2023- - クリス・ポール (Chris Paul) : 2023-2024 (75) - バディ・ヒールド (Buddy Hield) : 2024- - ジミー・バトラー (Jimmy Butler) : 2025- |

## コーチ、その他

### 歴代ヘッドコーチ
- エディ・ゴットリーブ (Eddie Gottlieb) (1946-47/1954-55)
- ジョージ・セネスキー (George Senesky) (1955-56/1957-58)
- アル・セルヴィ (Al Cervi) (1958-59)
- ニール・ジョンストン (Neil Johnston) (1959-60/1960-61)
- フランク・マクガイア (Frank McGuire) (1961-62)
- ボブ・フィーリック (Bob Feerick) (1962-63)
- アレックス・ハナム (Alex Hannum) (1963-64/1965-66)
- ビル・シャーマン (Bill Sharman) (1966-67/1967-68)
- ジョージ・リー (George Lee) (1968-69/1969-70)
- アル・アットルス (Al Attles) (1969-70/1979-80)
- ジョン・バック (John Bach) (1979-80)
- アル・アットルス (Al Attles) (1980-81/1982-83)
- ジョン・バック (John Bach) (1983-84/1985-86)
- ジョージ・カール (George Karl) (1986-87/1987-88)
- エド・グレゴリー (Ed Gregory) (1987-88)
- ドン・ネルソン (Don Nelson) (1988-89/1994-95)
- ボブ・レイニア (Bob Lanier) (1994-95)
- リック・アデルマン (Rick Adelman) (1995-96/1996-97)
- P・J・カーリシモ (P.J. Carlesimo) (1997-98/1999-00)
- ゲイリー・セント・ジーン (Garry St. Jean) (1999-00)
- デイブ・コーウェンズ (Dave Cowens) (2000-01/2001-02)
- ブライアン・ウィンターズ (Brian Winters) (2001-02)
- エリック・マッセルマン (Eric Musselman) (2002-03/2003-04)
- マイク・モンゴメリー（英語版） (Mike Montgomery) (2004-05/2005-2006)
- ドン・ネルソン (Don Nelson) (2006-2007/2009-2010)
- キース・スマート(Keith Smart) (2010-2011)
- マーク・ジャクソン(Mark Jackson) (2011-2012/2013-2014)
- スティーブ・カー(Steve Kerr) (2014- )

## オールスター
ジョー・ファルクス - 1951, 1952
ポール・アリジン - 1951, 1952, 1955, 1956, 1957, 1958, 1959, 1960, 1961, 1962
アンディ・フィリップ - 1951, 1952
ニール・ジョンストン - 1953, 1954, 1955, 1956, 1957, 1958
ジャック・ジョージ - 1956, 1957
ウッディ・ソウルズベリー - 1959
トム・ゴーラ - 1960, 1961, 1962
ウィルト・チェンバレン - 1960, 1961, 1962, 1963, 1964, 1965
トム・メシェリー - 1963
ガイ・ロジャース - 1963, 1964, 1966
ネイト・サーモンド - 1965, 1966, 1967, 1968, 1970, 1973, 1974
リック・バリー - 1966, 1967, 1973, 1974, 1975, 1976, 1977, 1978
ルディー・ラルッソ - 1968, 1969
ジェフ・マリンズ - 1969, 1970, 1971
ジェリー・ルーカス - 1971
カジー・ラッセル - 1972
フィル・スミス - 1976, 1977
ジャマール・ウィルクス - 1976
バーナード・キング - 1982
スリーピー・フロイド - 1987
クリス・マリン - 1989, 1990, 1991, 1992, 1993
ティム・ハーダウェイ - 1991, 1992, 1993
ラトレル・スプリーウェル - 1994, 1995, 1997
デビッド・リー - 2013
ステフィン・カリー - 2014, 2015, 2016, 2017, 2018, 2019, 2021, 2022, 2023, 2024, 2025
クレイ・トンプソン - 2015, 2016, 2017, 2018, 2019
ドレイモンド・グリーン - 2016, 2017, 2018, 2022
ケビン・デュラント - 2017, 2018, 2019
アンドリュー・ウィギンズ - 2022

## 栄誉

### 永久欠番
| ゴールデンステート・ウォリアーズ永久欠番 | ゴールデンステート・ウォリアーズ永久欠番 | ゴールデンステート・ウォリアーズ永久欠番 | ゴールデンステート・ウォリアーズ永久欠番 | ゴールデンステート・ウォリアーズ永久欠番 |
| No.                                      | 選手                                     | ポジション                               | 在籍期間                                 | 日付                                     |
| ---------------------------------------- | ---------------------------------------- | ---------------------------------------- | ---------------------------------------- | ---------------------------------------- |
| 9                                        | アンドレ・イグダーラ                     | F                                        | 2013–2019 2021-2023                      | 2025年2月24日                            |
| 13                                       | ウィルト・チェンバレン                   | C                                        | 1959–1965                                | 1999年12月29日                           |
| 14                                       | トム・メシェリー                         | F                                        | 1961–1967                                | 1967年10月13日                           |
| 16                                       | アル・アットルス                         | G                                        | 1960–1971                                | 1977年2月10日                            |
| 17                                       | クリス・マリン                           | G/F                                      | 1985–1997 2000–2001                      | 2012年3月12日                            |
| 24                                       | リック・バリー                           | F                                        | 1965–1967 1972–1978                      | 1988年3月18日                            |
| 42                                       | ネイト・サーモンド                       | C                                        | 1963–1974                                | 1978年3月8日                             |

注釈
- 2022年8月11日に、NBAはビル・ラッセルの背番号「6」を全チームの永久欠番とした[23][24]。

### バスケットボール殿堂入り
| ゴールデンステート・ウォリアーズ殿堂入り | ゴールデンステート・ウォリアーズ殿堂入り | ゴールデンステート・ウォリアーズ殿堂入り | ゴールデンステート・ウォリアーズ殿堂入り | ゴールデンステート・ウォリアーズ殿堂入り | ゴールデンステート・ウォリアーズ殿堂入り | ゴールデンステート・ウォリアーズ殿堂入り | ゴールデンステート・ウォリアーズ殿堂入り | ゴールデンステート・ウォリアーズ殿堂入り | ゴールデンステート・ウォリアーズ殿堂入り |
| 選手                                     | 選手                                     | 選手                                     | 選手                                     | 選手                                     | 選手                                     | 選手                                     | 選手                                     | 選手                                     | 選手                                     |
| No.                                      | 名前                                     | ポジション                               | 在籍期間                                 | 殿堂入り年                               | No.                                      | 名前                                     | ポジション                               | 在籍期間                                 | 殿堂入り年                               |
| ---------------------------------------- | ---------------------------------------- | ---------------------------------------- | ---------------------------------------- | ---------------------------------------- | ---------------------------------------- | ---------------------------------------- | ---------------------------------------- | ---------------------------------------- | ---------------------------------------- |
| 17                                       | アンディ・フィリップ                     | G/F                                      | 1950–1953                                | 1961                                     | 14                                       | トム・ゴーラ                             | F/G                                      | 1955–1962                                | 1976                                     |
| 10                                       | ジョー・ファルクス                       | F                                        | 1946–1954                                | 1978                                     | 11                                       | ポール・アリジン                         | F/G                                      | 1950–1962                                | 1978                                     |
| 13                                       | ウィルト・チェンバレン                   | C                                        | 1959–1965                                | 1978                                     | 16                                       | ジェリー・ルーカス                       | F/C                                      | 1969–1971                                | 1980                                     |
| 42                                       | ネイト・サーモンド                       | F/C                                      | 1963–1974                                | 1985                                     | 24                                       | リック・バリー                           | F                                        | 1965–1967 1972–1978                      | 1987                                     |
| 6                                        | ニール・ジョンストン                     | C                                        | 1951–1959                                | 1990                                     | 00                                       | ロバート・パリッシュ                     | C                                        | 1976–1980                                | 2003                                     |
| 17                                       | クリス・マリン 1                         | G/F                                      | 1985–1997 2000–2001                      | 2011                                     | 41                                       | ジャマール・ウィルクス                   | F                                        | 1974–1977                                | 2012                                     |
| 50                                       | ラルフ・サンプソン                       | C/F                                      | 1987–1989                                | 2012                                     | 30                                       | バーナード・キング                       | F                                        | 1980–1982                                | 2013                                     |
| 25                                       | ガイ・ロジャース                         | G                                        | 1958–1966                                | 2014                                     | 23                                       | ミッチ・リッチモンド                     | G                                        | 1988–1991                                | 2014                                     |
| 13                                       | シャルーナス・マルチュリョニス           | G                                        | 1989–1994                                | 2014                                     | 10                                       | ジョ・ジョ・ホワイト                     | G                                        | 1979–1980                                | 2015                                     |
| 4                                        | クリス・ウェバー                         | F                                        | 1993–1994 2008                           | 2021                                     | 5 10                                     | ティム・ハーダウェイ                     | G                                        | 1989–1996                                | 2022                                     |
| コーチ                                   |                                          |                                          |                                          |                                          |                                          |                                          |                                          |                                          |                                          |
| 名前                                     | 名前                                     | 役職                                     | 在籍期間                                 | 殿堂入り年                               | 名前                                     | 名前                                     | 役職                                     | 在籍期間                                 | 殿堂入り年                               |
| フランク・マクガイア                     | フランク・マクガイア                     | ヘッドコーチ                             | 1961–1962                                | 1977                                     | アレックス・ハナム                       | アレックス・ハナム                       | ヘッドコーチ                             | 1963–1966                                | 1998                                     |
| ビル・シャーマン                         | ビル・シャーマン                         | ヘッドコーチ                             | 1966–1968                                | 2004                                     | ドン・ネルソン                           | ドン・ネルソン                           | ヘッドコーチ                             | 1988–1995 2006–2010                      | 2012                                     |
| リック・アデルマン                       | リック・アデルマン                       | ヘッドコーチ                             | 1995–1997                                | 2021                                     | ジョージ・カール                         | ジョージ・カール                         | ヘッドコーチ                             | 1986–1988                                | 2022                                     |
| グレッグ・ポポヴィッチ                   | グレッグ・ポポヴィッチ                   | アシスタントコーチ                       | 1992–1994                                | 2023                                     |                                          |                                          |                                          |                                          |                                          |
| 貢献者                                   |                                          |                                          |                                          |                                          |                                          |                                          |                                          |                                          |                                          |
| 名前                                     | 名前                                     | 役職                                     | 在籍期間                                 | 殿堂入り年                               | 名前                                     | 名前                                     | 役職                                     | 在籍期間                                 | 殿堂入り年                               |
| エディー・ゴットリーブ                   | エディー・ゴットリーブ                   | オーナー                                 | 1946–1962                                | 1972                                     | ピート・ニューウェル                     | ピート・ニューウェル                     | スカウト                                 | 1977–1984                                | 1979                                     |
| リック・ウェルツ                         | リック・ウェルツ                         | 社長                                     | 2011–                                    | 2018                                     | 16                                       | アル・アットルス                         | 選手 コーチ エグゼクティブ               | 1960–2024                                | 2019                                     |
| 5 18                                     | ラリー・コステロ                         | G                                        | 1954–1955 1956–1957                      | 2022                                     | ジェリー・ウェスト                       | ジェリー・ウェスト                       | エグゼクティブ                           | 2011–2017                                | 2024                                     |

### FIBA殿堂入り
| ゴールデンステート・ウォリアーズFIBA殿堂入り | ゴールデンステート・ウォリアーズFIBA殿堂入り | ゴールデンステート・ウォリアーズFIBA殿堂入り | ゴールデンステート・ウォリアーズFIBA殿堂入り | ゴールデンステート・ウォリアーズFIBA殿堂入り |
| 選手                                         | 選手                                         | 選手                                         | 選手                                         | 選手                                         |
| No.                                          | 名前                                         | ポジション                                   | 在籍期間                                     | 殿堂入り                                     |
| -------------------------------------------- | -------------------------------------------- | -------------------------------------------- | -------------------------------------------- | -------------------------------------------- |
| 13                                           | シャルーナス・マルチュリョニス               | G                                            | 1989–1994                                    | 2015                                         |